# Tuzuklei
Tuzuklei (en rus: Тузуклей) és un poble de l'óblast d'Astracan, a Rússia, segons el cens del 2010 tenia 2.273 habitants.